# L'impostor
 L'impostor  (The Impostor) és una pel·lícula estatunidenca dirigida per Julien Duvivier, estrenada el 1944. Ha estat doblada al català.

## Argument
El 18 de juny de 1940, Clement, condemnat a mort, ha de ser guillotinat. Deu la seva salvació a un bombardeig i als papers del sergent Lafarge, mort en l'atac d'un caça alemany. Sota la identitat de Lafarge, Clement s'embarca cap a Brazzaville, després cap al Txad on destaca. És promogut tinent i és decorat, però s'adona que ha usurpat la glòria de Lafarge que s'havia portat com un heroi. Clement revela la veritat al seu camarada Monge, que li aconsella callar-se. Yvonne, la promesa de Lafarge, descobreix la impostura de Clement, renuncia a denunciar-ho i entra com a infermera. Clauzel, un antic company de Lafarge, arriba a l'Àfrica i reconeix en Clement com a impostor. Clement confesa i es veu condemnat a la degradació militar. Es presenta tanmateix com voluntari per a una missió perillosa i mor heroicament.

## Repartiment
- Jean Gabin: Clément, el condemnat, àlias Maurice Lafarge
- Ellen Drew: Yvonne, la promesa de Lafarge
- Richard Whorf: el tinent Varenne
- Dennis Moore: Maurice Lafarge, la victima
- Ralph Morgan: el coronel de Boivin
- Peter Van Eyck: Hafner, un camarada de Clément
- John Philliber: Mortemart
- Eddie Quillan: Cochery, un camarada de Clément
- Charles McGraw: Menessier
- Allyn Joslyn: Bouteau
- Otto Gaines: el sergent Matowa
- John Qualen: Monge
- Milburn Stone: Clauzel
- Ian Wolfe: el sergent
- William B. Davidson: l'ajudant
- Leigh Whipper: Toba
- Ernest Whitman: Ekona
- John Forrest: el caporal francès
- George Irving: un acusador
- Grandon Rhodes: un capità
- Warren Ashe: un oficial
- Frank Wilcox: un procurador
- Peter Cookson: un soldat
- Jackie Lou Harding: una infermera
- Paul Phillips: un soldat
- Don Dillaway: un soldat
- John Harmon: un soldat
- George Lynn: un soldat
- George Lewis: un soldat
- Clarence Straight: un soldat
- Anthony Warde: un soldat
- Lester Dorr: un soldat
- Jack Gardner: un soldat
- Carlille Blackwell: un soldat
- Robert Appel: un soldat
- Phil Warren: un soldat
- Alain Bernheim: un soldat
- Guy Kingsford: un oficial
- Earle Dewey: El metge major
- Leslie Vincent: el tinent
- Cyril Delevanti: el barman
- Don Mac Gill: el caporal
- Arthur Stenning: la veu de Pétain
- William Hudson: el pilot
- Charles Sherlock: el major

## Al voltant de la pel·lícula
- L'impostor  és la segona pel·lícula rodada als Estats Units per Jean Gabin, després de La Péniche de l'amour. Gabin havia decidit escapar-se de França, ocupat pels nazis, al continent americà.
- El títol de treball era Passport to Dakar . En la primera difusió a la televisió americana, la pel·lícula ha estat titulada Strange Confession .
- Jean Gabin retroba el realitzador Julien Duvivier, després de Maria Chapdelaine, Golgotha, La bandera, La Belle Équipe i Pépé le Moko.